# 사천시
사천시(泗川市)는 대한민국 경상남도 서남부에 있는 시이다. 1995년 5월 10일 삼천포시와 사천군이 통합되어 생긴 도농복합시이다.

## 개요
삼천포와 사천을 중심으로 2개의 도심이 형성되어 있으며, 시청은 삼천포와 사천읍의 사이인 용현면 덕곡리에 있다. 행정구역은 1읍 7면 6동이다.

## 역사
- 초기 삼국시대 : 변진에 속하였다.
- 삼국시대 : 가야 제국(諸國)의 사물국(옛 사천군)과 군미국(옛 곤양군)
- 6세기 신라 법흥왕 때 신라에 정복되어 사천의 동부는 사물현, 서부는 곤명현으로 불렸다.
- 940년(고려 태조 23년) 곤명현이라 개칭하였다.
- 1015년(고려 현종 6년) 사주로 개칭하였다.
- 1413년(조선 태종 13년) 읍호를 사천이라 고쳐 현감이 설치되었다.
- 1419년(조선 세종 2년) 남해현을 곤명현에 합쳐 곤남군으로 승격되었다.
- 1437년(조선 세종 19년) 남해현을 다시 실치하고 진주목에 속한 금양부곡(하동의 진교, 금남)을 예속시켜 곤양군이라 개칭하였다.
- 1914년 4월 1일 : 사천군, 곤양군(昆陽郡)을 사천군으로 통폐합하였다.[3]

11면 - 읍내면, 읍동면, 읍서면, 읍남면, 남양면, 수남면, 문선면, 축동면, 곤양면, 서포면, 곤명면
- 1918년 7월 : 수남면, 문선면을 삼천포면으로 통합하였다. (10면)[4]
- 1925년 : 읍내면을 사천면으로 개칭하였다.
- 1931년 4월 1일 : 읍동면을 정동면으로, 읍서면을 사남면으로, 읍남면을 용현면으로 각각 개칭하였다.[5]
- 1931년 11월 1일 : 삼천포면이 삼천포읍으로 승격하였다.[6] (1읍 9면)
- 1956년 7월 8일 : 삼천포읍과 남양면을 관할로 삼천포시(三千浦市)가 설치되어 사천군에서 분리되었다.[7] 사천면을 사천읍으로 승격하였다.[8] (1읍 7면)
- 1956년 10월 1일 : 삼천포시 남양출장소를 설치되었다.[9]
- 1995년 5월 1일 : 늑도출장소, 신수출장소를 설치되었다.[10]
- 1995년 5월 10일 : 삼천포시 일원과 사천군 일원을 관할로 도농복합형태의 사천시가 설치되었다.[11]
- 1998년 9월 12일 : 대방동을 동서동으로, 동좌동을 선구동으로, 봉이동을 향촌동으로, 남양1동과 남양2동을 남양동으로 합동하였다.[12] (1읍 7면 6동)
- 1999년 8월 27일 : 남양출장소를 폐지하였다.[13]
- 2003년 12월 31일 : 늑도출장소를 폐지하였다.[14]
- 2007년 5월 10일 : 시청사를 용현면 덕곡리로 이전하였다.

## 지리

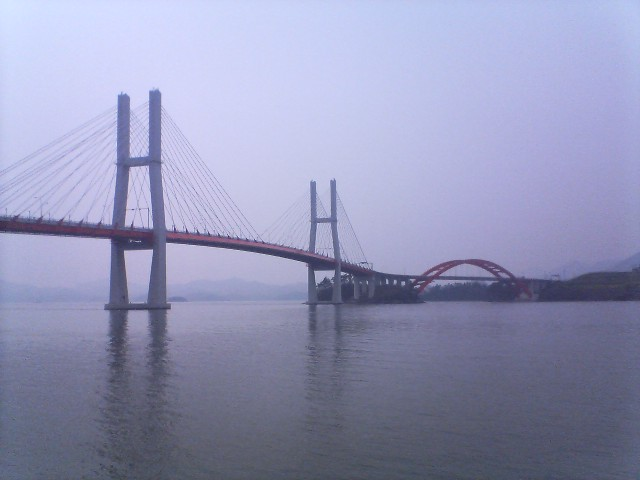
삼천포대교

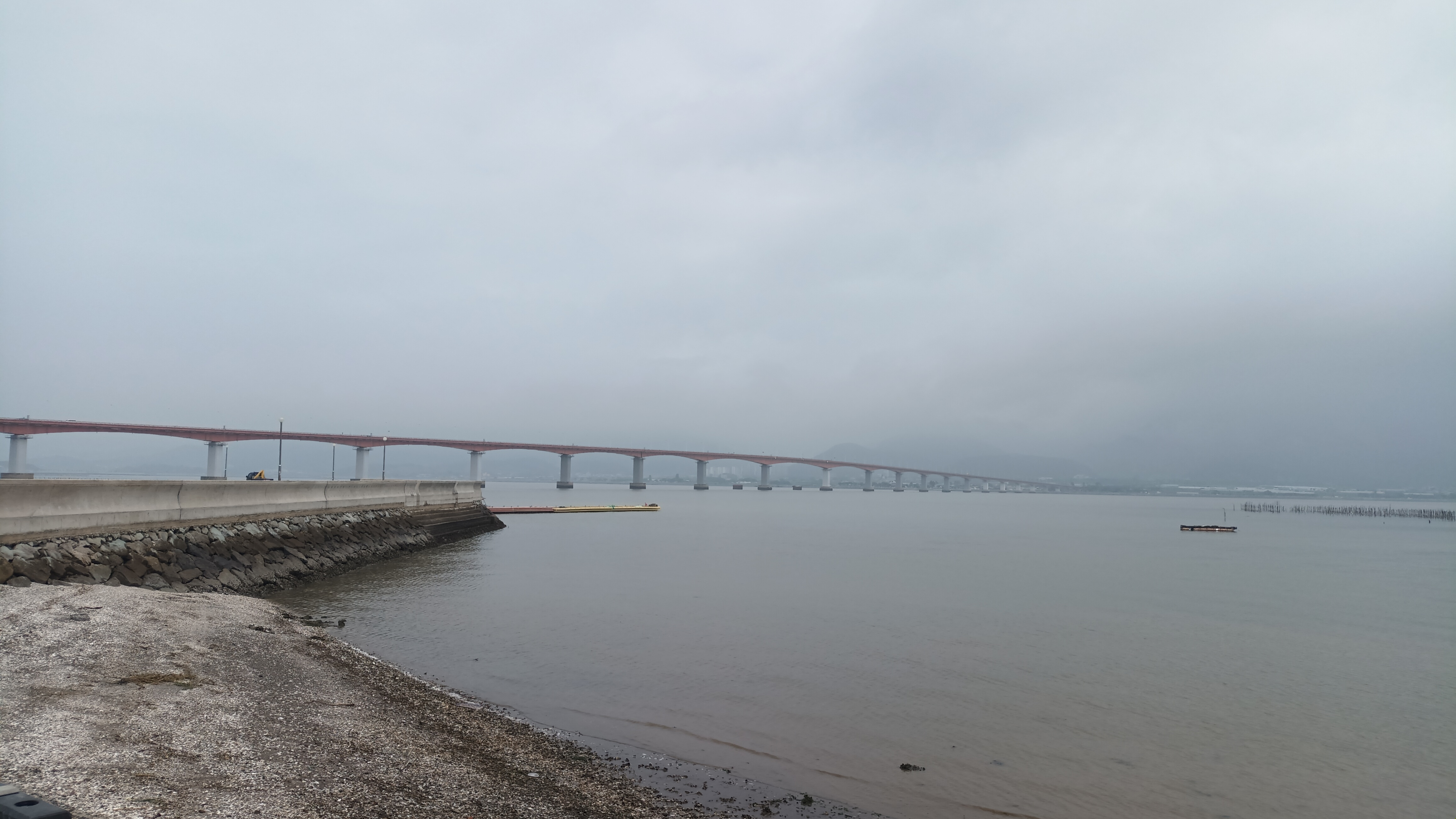
사천대교

### 자연지리
시의 동과 남은 고성군과 남해군을 경계하여 와룡산과 바다에 걸쳐 있고 서북은 진주시와 하동군이 경계하며 지리산이 뻗어내린 산악으로 형성되어 있어 해안평야가 남북으로 전개되어 있다. 덕천·사천·죽천·백천·곤양천이 흘러 수리이용이 높고 토양이 비옥하며 해안은 리아스식 해안을 이루고 있다. 조석간만의 차가 심하고 한려수도의 중심 기항지이며 서부 경남의 관문 항구로서 교통의 요지이며 수산물 집산지이다. 해양성 기후의 영향을 받아 여름은 서늘하고, 겨울은 온화하여 농수산업에 좋은 조건이다.

### 기후
대륙성 기후와 해양성 기후의 혼합된 영향을 받아 여름은 서늘하고, 겨울은 온화하여 농수산업에 좋은 조건이다. 평균기온 13.4℃, 평균최저 7.5℃, 평균 최고 온도는 20.3℃로 겨울에도 춥지 않고, 여름에도 비교적 시원한 편이다. 강수량은 1,620.1mm로 비교적 풍부한편이며, 5월 ~ 7월에 강수가 집중된다.

## 지질

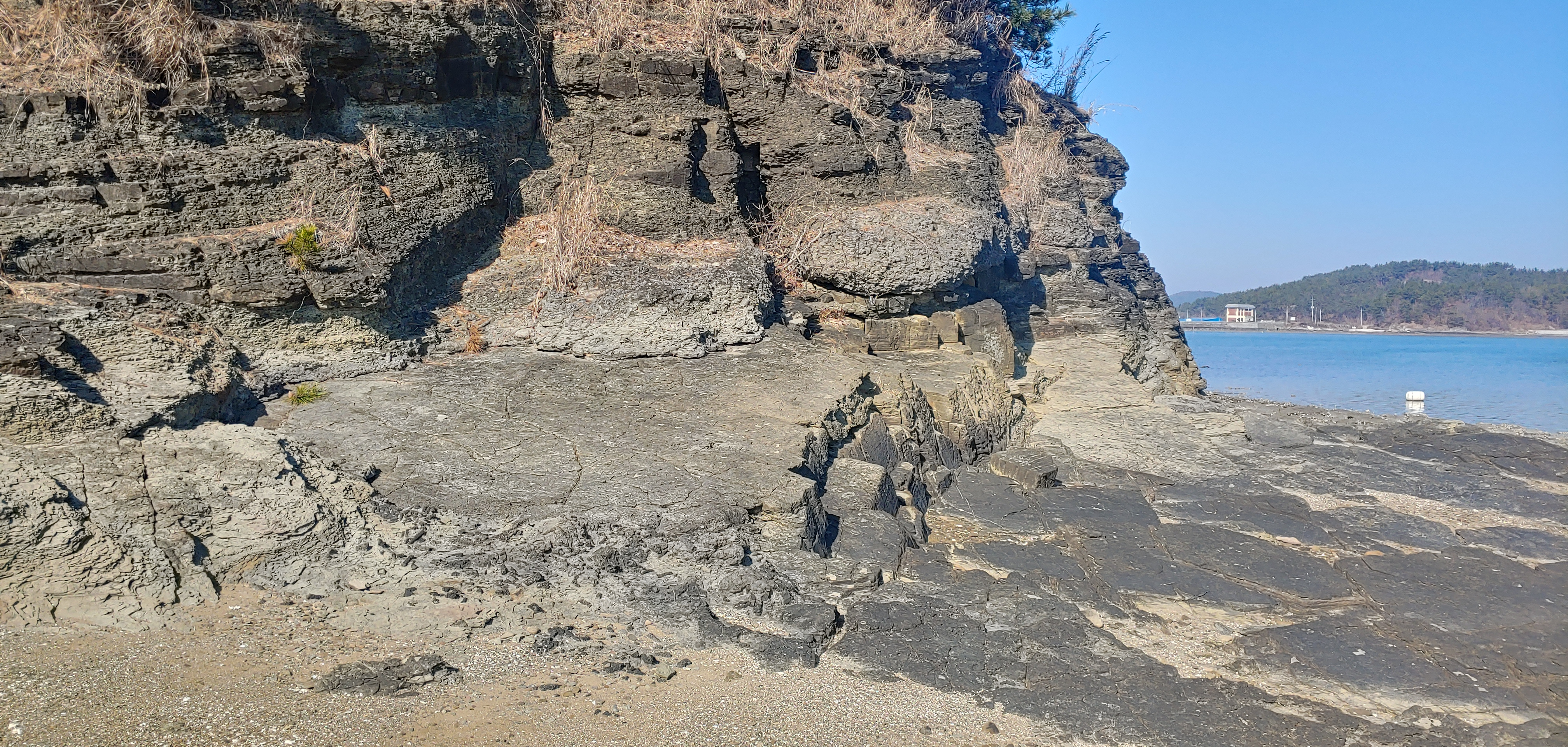
사천 선전리 백악기 나뭇가지 피복체 산지와 경상 누층군 진주층

## 행정 구역
사천시의 행정 구역은 1읍 7면 6동으로 구성되어 있다. 2018년 12월 기준 인구는 52,184세대, 117,207명이다. 면적은 398.25km2이다.
| 읍·면·동 | 한자     | 세대   | 인구    | 면적(km2) | 지도 |
| -------- | -------- | ------ | ------- | --------- | ---- |
| 사천읍   | 泗川邑   | 8,567  | 19,128  | 29.62     |      |
| 정동면   | 正東面   | 4,422  | 11,280  | 36.65     |      |
| 사남면   | 泗南面   | 4,532  | 16,674  | 42.47     |      |
| 용현면   | 龍見面   | 3,838  | 8,410   | 27.85     |      |
| 축동면   | 杻東面   | 948    | 1,980   | 23.29     |      |
| 곤양면   | 昆陽面   | 1,942  | 3,787   | 61.12     |      |
| 곤명면   | 昆明面   | 1,947  | 3,092   | 69.81     |      |
| 서포면   | 西浦面   | 1,939  | 3,713   | 47.99     |      |
| 동서동   | 東西洞   | 3,689  | 7,546   | 9.73      |      |
| 선구동   | 仙龜洞   | 2,811  | 6,003   | 3.38      |      |
| 동서금동 | 東西錦洞 | 2,706  | 5,650   | 0.95      |      |
| 벌용동   | 閥龍洞   | 7,247  | 16,592  | 9.71      |      |
| 향촌동   | 香村洞   | 3,236  | 7,595   | 12.4      |      |
| 남양동   | 南陽洞   | 2,608  | 5,757   | 23.3      |      |
| 사천시   | 泗川市   | 52,184 | 117,207 | 398.25    |      |

## 관광
창선·삼천포대교
사천시 대방동과 남해군 창선면을 연결하는 연륙교로서 2006년에 건설교통부가 주관하고 한국도로교통협회에서 주최한 《한국의 아름다운 길 100선》에서 대상을 수상한 바 있으며, 한려해상의 아름다운 자연경관과 어우러진 명소로 야경이 아름답다.
사천선진리성
용현면 선진리에 있는 일본식 성곽(왜성)이다. 일제강점기때 1936년 5월에는 고적 제81호로 지정됐으며, 그 후 1963년 1월 21일 사적 제50호로 지정되었으나 왜성이라는 이유로 1998년 9월 8일 지방문화재자료 제274호로 격하되었다. 사료에는 사천신성(泗川新城)이라 기록되어 있다. 일반적으로 ‘선진리성’이라고 부른다.
사천읍성
사천시 사천읍에 위치한 산성이다.산성공원 꼭대기에 있으며 야경을 구경할 수 있다.
세종, 단종 태실지
사천시 곤명면 은사리 태실로에 위치하고 있다.왕의 태(탯줄)을 묻은 곳으로 임진왜란시 왜군에 의해 일부 파손되었다.
세계타악축제
2007년부터 매년 세계타악축제가 사천에서 열리고 있다.
곤양면 서정리 비봉내마을
곤양면 서정리 비봉내마을은 3만3000m2 규모의 대나무 삼림욕장으로 유명하다. 비봉내마을 대나무 삼림욕장은 1960년대까지는 쓸모없는 야산에 불과했다가 마을주민들이 하나둘씩 대나무를 심으면서 지금의 울창한 대나무 숲이 만들어졌다. 비봉내마을은 2007년 농림부 녹색농촌 체험마을로 지정돼 대나무와 관련한 체험과 농사체험을 연중 즐길 수 있다.

## 교통

### 해양
사천시 남부 지역에 속하는 구 삼천포에는 오래전부터 소규모의 항구가 발달해 있어 과거에는 부산, 마산, 거제, 광양, 여수를 무역선과 여객선이 오고 갔으나 항구 수송이 퇴화되어 현재는 인근 해역에서 어로를 하거나 남해 앞바다 있는 사량도, 신수도, 욕지도를 이어주고 있다. 2012년 3월부터는 제주도로 가는 뱃길이 취항되어 이용객이 많아지고 있다. 하지만 세월호 참사이후 선령이 25년으로 제한되면서 28년차였던 여객선으로는 운행이 불가능하여 현재 운행을 중단한 상태다. 하지만 현승MCT라는 회사가 사천시와 함께 다시 뱃길을 열고자 노력중이다. 빈자리가 없어 입항이 어려운 제주도항 접안문제만 해결된다면 운항재개를 기대해 볼 수 있다.

### 항공
사천시 축동면에 위치한 사천공항은 서울 노선과 제주 노선이 있다. 그러나 2005년에 통영대전고속도로가 완전 개통된 이후 공항을 이용해 온 사람들이 고속도로를 이용하면서 점차 이용객들이 줄어들어 이용객이 지속적으로 감소하면서 운항편수도 줄어들면서 2009년부터 20만 명 선이 무너졌고, 2010년에 16만 명으로 떨어졌다. 하지만 2019년에 20만 명대를 회복하였고 점점 이용객이 다시 늘고 있다. 그런데 코로나 때문에 이용객이 억수로 줄어들어, 아시아나항공 제주편이 운항 중단되었고, 도리어, 대한항공의 김포, 제주편도 운항 중단되었다. 지금은 하이에어에서 김포편 하루 3회 ATR-72로 운항중.

### 버스
사천시에는 사천시외버스터미널과 삼천포시외버스터미널에서는 부산, 마산, 창원, 고성, 통영, 고현, 임포, 진주 등 근거리 노선과 서울, 대전 등의 원거리를 연결하고 있다. 곤양터미널에서는 부산, 진주, 창원, 하동, 옥종, 남해 등을 연결한다. 그리고 시내버스가 각 주요 도심을 연결하고 있다.

### 철도
1980년부터 1995년까지 경상남도 사천시 동서금동에는 진삼선의 삼천포역이 존재했고 개양역, 예하역, 사천역, 선진역, 금문역, 노룡역, 죽림역을 연결했었다.
현재는 경상남도 사천시 곤명면에 경전선의 완사역이 존재한다. 목포역, 광주송정역, 순천역, 광양역, 하동역, 횡천역, 진주역, 마산역, 창원역, 삼랑진역, 구포역, 부전역을 연결한다.

## 교육 기관
- 고등학교

|  | - 경남자영고등학교 - 곤양고등학교 - 용남고등학교 | - 사천고등학교 - 사천여자고등학교 | - 삼천포고등학교 - 삼천포여자고등학교 | - 삼천포중앙고등학교 - 삼천포공업고등학교 |

- 중학교

|  | - 사천중학교 - 사천여자중학교 - 서포중학교 | - 삼천포중학교 - 삼천포여자중학교 - 삼천포제일중학교 | - 삼천포중앙여자중학교 - 곤양중학교 - 남양중학교 | - 곤명중학교 - 용남중학교 |

- 초등학교

|  | 사천초등학교, 동성초등학교, 정동초등학교, 삼성초등학교, 사남초등학교, 용현초등학교 |

- 특수학교

|  | - 경남적성개발학교 | - 농어촌인성학교 |

## FM 라디오 주파수 방송 목록
- 88.1 - BBS 부산불교방송 (진주 장군대산)
- 89.3 - 창원KBS 클래식FM (진주 망진산)
- 90.3 - 진주KBS 제1라디오 (진주 망진산)
- 90.9 - KNN 러브FM (창원 불모산)
- 91.1 - MBC경남 표준FM (하동 금오산)
- 91.7 - 창원KBS 제1라디오 (창원 불모산)
- 92.1 - 창원KBS 클래식FM (거창 감악산)
- 92.5 - febc 창원극동방송 (진주 장군대산)
- 93.5 - MBC경남 표준FM (거창 감악산)
- 93.9 - 창원KBS 클래식FM (창원 불모산)
- 94.1 - 경남CBS 표준FM (진주 망진산)
- 94.5 - 광주KBS 클래식FM (남해 망운산)
- 95.5 - TBN 경남교통방송 (창원 불모산)
- 95.7 - 순천KBS 제1라디오 (남해 망운산)
- 96.1 - MBC경남 FM4U (거창 감악산)
- 97.1 - 진주KBS 제1라디오 (하동 금오산)
- 97.7 - MBC경남 FM4U (진주 망진산)
- 98.1 - febc 창원극동방송 (창원 불모산)
- 98.7 - KNN 러브FM (진주 장군대산)
- 98.9 - MBC경남 표준FM (창원 불모산)
- 100.1 - TBN 경남교통방송 (진주 장군대산)
- 100.5 - MBC경남 FM4U (창원 불모산)
- 101.3 - 여수MBC 표준FM (남해 망운산)
- 101.5 - EBS 라디오 (진주 망진산)
- 102.5 - KNN 파워FM (창원 불모산)
- 103.3 - 진주KBS 제1라디오 (거창 감악산)
- 104.3 - EBS 라디오 (창원 불모산)
- 104.7 - EBS 라디오 (거창 감악산)
- 105.5 - KNN 파워FM (진주 장군대산)
- 106.1 - 창원KBS 해피FM (창원 불모산)
- 106.3 - EBS 라디오 (남해 망운산)
- 106.7 - KNN 파워FM (거창 감악산)
- 106.9 - 경남CBS 표준FM (창원 불모산)

## 사천 출신의 주요 인물
| 시대       | 이름   | 신분 |
| ---------- | ------ | --- |
| 고려       | 목인길 | 고려 공민왕 때의 무신으로 친원파 제거 및 홍건적, 왜구 격퇴                                                                              |
| 고려       | 목충   | 고려 공민왕 때의 무신으로 홍건적, 왜구 격퇴                                                                                             |
| 고려       | 목자안 | 고려 공민왕 때의 무신으로 왜구 격퇴 |
| 조선       | 최복린 | 고려말 조선초의 문신 |
| 조선       | 이정   | 조선 명종 때의 학자 |
| 조선       | 문후   | 조선 선조 때의 학자 |
| 조선       | 목세칭 | 조선 중종 때의 문신으로 기묘명현의 한명                                                                                                 |
| 조선       | 정기룡 | 조선 선조 때의 무신으로 임진왜란 때 사천읍성 탈환과 상주성 탈환 등 큰 공을 세운 명장                                                    |
| 조선       | 주몽룡 | 조선 선조 때의 무신으로 임진왜란 때 공을 세웠으며 강덕룡·정기룡과 함께 영남 산간지대에 왜적을 격파하여 ‘삼룡장군(三龍將軍)’이라 불렸다. |
| 조선       | 김준영 | 조선 선조 때의 문신으로 임진왜란 때 선조를 의주까지 호종한 공신으로 분성군에 봉훈                                                       |
| 조선       | 강수인 | 조선 선조 때의 무신으로 임진왜란 때 이순신 휘하 참모로 종군하여 선무원종공신에 녹훈                                                     |
| 조선       | 이안국 | 임진왜란 때 창의하여 이순신 휘하에 들어가 노량해전에 큰공을 세우고 수문장이 되어 선무원종공신에 녹훈                                    |
| 조선       | 신춘룡 | 임진왜란 때 창의하여 이순신 휘하에 좌막으로 노량해전에 전사하여 선무원종공신에 녹훈                                                     |
| 조선       | 이잠   | 임진왜란 당시 김천일 휘하에서 진주성 전투에서 전사하여 선무원종공신에 녹훈                                                              |
| 조선       | 목첨   | 조선 선조 때의 이조참판 |
| 조선       | 목서흠 | 조선 인조 때의 지중추부사 |
| 조선       | 목장흠 | 조선 인조 때의 호조참판 |
| 조선       | 목대흠 | 이원익의 종사관으로 이괄의 난을 평정 |
| 조선       | 목내선 | 조선 숙종 때의 탁남계 좌의정 |
| 조선       | 목행선 | 조선 효종의 때의 예조참의 |
| 조선       | 목창명 | 조선 숙종 때의 탁남계 병조참판 |
| 조선       | 백서한 | 조선 숙종 때의 경상우병사 |
| 조선       | 박응철 | 가선대부행용양위부호군으로 사천과 진주를 침략하는 왜구들을 방어하기 위해 신수도에 주둔한 장군                                           |
| 조선       | 강영길 | 조선 고종 때의 통정대부 행군수 |
| 일제강점기 | 조우제 | 독립운동가이자 형평운동가 |
| 일제강점기 | 최범술 | 독립운동가이자 제헌의원 |
| 일제강점기 | 박종실 | 삼천포에서 3.1만세 운동을 주도한 독립운동가                                                                                             |
| 일제강점기 | 이우적 | 사회주의 독립운동가 |
| 일제강점기 | 박낙종 | 사회주의 독립운동가 |
| 대한민국   | 한창우 | 일본 마루한그룹 창업자 겸 회장 |
| 대한민국   | 박재삼 | 시인 |

## 자매 도시
- 대한민국
  - 경상남도 의령군
  - 전북특별자치도 정읍시
  - 경기도 남양주시
  - 경기도 용인시
- 일본
  - 히로시마현 미요시시
- 미국
  - 매사추세츠주 보스턴
- 폴란드
  - 포트카르파츠키에주 제슈프

## 같이 보기
- 대한민국의 설치순 도시 목록